# 石井裕 (ミュージシャン)
石井 裕（いしい ゆたか、7月23日生）は、東京都出身の作詞家、作曲家、ギタリスト。

## 概要
東京都立青山高等学校、早稲田大学政治経済学部卒業後、様々なアーティストのレコーディングやライブサポートを行う。使用しているミュージックシーケンサーはLogic Pro。レコーディングやサポートの傍ら自身のバンドGlowlampで活動中。ラーメンが好物。

## 参加作品

### ギター
- NMB48
  - 『Don't look back!』「卒業旅行」
- AKB48チームサプライズ
  - 『重力シンパシー』「キンモクセイ」
  - 『バラの儀式』「愛しさを丸めて」
- AKB48
  - 『心のプラカード』「誰かが投げたボール」
  - 「風の行方」「わがままコレクション」　アルバム『ここにいたこと』収録
  - 『So long !』「夕陽マリー」
  - 「嵐の夜には」アルバム AKB48 Team B 5th stage『シアターの女神』～studio recordings コレクション～収録
- ももいろクローバー
  - 「Believe」アルバム『入口のない出口』収録
- AAA
  - 『逢いたい理由』
- 前田敦子
  - 『Flower』「夜明けまで」
- SMAP
  - 『super.modern.artistic.performance』disc1 M09 「はじまりのうた」
- 中川翔子
  - 空色デイズ　「天元突破グレンラガン」OPテーマ
  - 『しょこたん☆かばー×2 〜アニソンに愛を込めて!!〜』M01「1/2」
  - 『続く世界』　M02 「through the looking glass」
- 玉置成実
  - 「Believe」　
  - 「real dreaM」
  - 「明日の君」
  - 「Fortune」
  - 「Naked」
  - 「You」
  - 「Result」
  - 「IDentity」
  - 「New World」
  - 「Together」
  - 「19 GROWING UP -ode to my buddy-」
- 水樹奈々
  - 『SECRET AMBITION』M03「Level Hi!」
  - 『GREAT ACTIVITY』M12 「Nostalgia」
- 平野綾
  - 「NEOPHILIA」
- 長瀬 湊（平野 綾）
  - 「目覚めないwish…」
- BiS
  - 『GET YOU』「デモサヨナラ（Dorothy Little Happyカバー）」
- 月島きらり starring 久住小春 (モーニング娘。)
  - 『きらりん☆ランド』M04「ヒマワリ」
  - 『きらりと冬』M12「夢とバルーン」
- 高橋瞳
  - 「もうひとつの夜明け」※ベースも
- 北乃きい
  - 『心』「風華恋」
- 愛内里菜
  - 「CONTROL ME,RESCUE ME」
  - 「Believe Your Bravery」
- 桃井はるこ
  - 「もっと、夢、見よう!!-bright future next step version-」
  - 「ゆずれない願い」
  - 「God knows...」
- 美郷あき
  - 「Goal to NEW WORLD」
  - 「少女迷路でつかまえて」
- 橋本みゆき
  - 「Faze to love」
- 少年カミカゼ
  - 「ヤバメムーチョ~ichika-bachika~」
- yozuca*
  - 「たったひとつだけ」
- Cluster'S
  - 「君という名の光」　「CLUSTER EDGE」EDテーマ
  - 「未来の地図」
  - 「僕たちの奇蹟」　「CLUSTER EDGE」OPテーマ
- 光岡昌美
  - 「eternally」
- Mizca
  - 『らふぃおら』「マイルームディスコナイト」
- SHIPS
  - 「half of dream」
- 凛
  - 『凛として...』全曲
  - 「TRUTH」　アニメ「クロスファイト ビーダマン」OP曲
  - 「片翼-ツバサ-の行方」　アニメ「クロスファイトビーダマン」ED曲
  - 「情熱イズム」　アニメ「カードファイト!!_ヴァンガード_アジアサーキット編」ED曲
  - 「夢×現」（「情熱イズム」C/W曲）
  - 「華燈-HANABI-」「SPIDER GIRL」デジタルシングル
  - 「FREEDOM」「Ark」デジタルシングル
  - 1stフルアルバム『凛イズム』
- Nem
  - 『from Neverland ~Best of Nem~』「夏、夢、蜃気楼」「アリスにさよなら」「宵闇のアウグスティン」「シザーハンズ」
  - 『モラトリウム』「Ophelia」他10曲
- 佐咲紗花
  - 「fly away t.p.s」（PCゲーム、OVA『T.P.さくら ～タイムパラディンさくら～』OPテーマ）
  - 「流星ボイス」（シングル「Starting Again」C/W曲）
- 渡り廊下走り隊
  - 「恋愛アスリート」（シングル『やるき花火』カップリング曲）
- 今井麻美
  - 「Shining Blue Rain」（シングル『Day by Day/Shining Blue Rain』）
- 戦国無双3
  - 『キャラクターソング集　閃・烈歌奥義』「大河滔々」
- 金色のコルダ3
  - 『ヴォーカル集～熱き心の調べよ～』「夢の軌跡」
- 遙かなる時空の中で3
  - 『ヴォーカル集永訣の桜月』「煌めきの月」（アニメOPテーマ）、「濁流のほとり 清流の淵」（アニメ挿入歌）
- ハイスクールD×D
  - 「情熱☆アンバランス」（キャラソンミニアルバム、歌：塔城小猫 (竹達彩奈)）
- 丸井みつば(高垣彩陽)
  - 「ありがたく思いなさいよねっ!」（みつどもえ キャラクターソングシングル）
- あさまっく
  - 「Stray Sheep」
- vip店長
  - 『vip店長／YES』「夢喰い白黒バク」
- HIMEKA
  - 『ラブ・アニソン　～歌ってみた～』M3「BLAZE」
- 金色のコルダ～secondo passo～Tears
  - 「木漏れ日」
- whiteeeen
  - 「ハートの魔法」アルバム『ゼロ恋』収録
- OnePixcel
  - 「FREEDOM」アルバム『ZERO』収録
- さくらしめじ
  - 「朝が来る前に」アルバム『ハルシメジ』収録  　「ぎふと」配信曲
- 幸田夢波
  - 「Wishing diary」シングル『ハプニングダイアリー』収録
- 3 Majesty 
  - 「INFINITY～君との未来～(辻魁斗センターver.)」アルバム『「ときめきレストラン☆☆☆」～Triple Road』収録
- style-3!
  - 「竜迅」「仁」アルバム『 EVOKE!』収録
  - 「BLUE STORM」、「花雷」アルバム『The BEST』収録
  - 「Taga」アルバム『Aggressive』収録
  - 「ひだまりバス」「熱情」ミニアルバム『君に会いに行くよ』収録
  - 「オルフェ」
- 高嶋英輔 
  - 「一刀」「ガジュマル」「オルフェ」「大樹と風」「生粋」「雷音」「Dance it out」「星は掴めない」『閃光』収録
- NEEDLESS(ニードレス★ガールズ+)
  - 「Aggressive zone」（MXTV他アニメ「NEEDLESS」EDテーマ）

他

### 作詞
- 青酢+キャップと瓶
  - 「DEPARTURES」(劇場版「テニスの王子様」EDテーマ)
- Cluster'S
  - 「君という名の光」
  - 「未来の地図」
  - 「僕たちの奇蹟」

他

### 作曲・編曲
- DEL
  - 「不知夜の月」
- 渡良瀬橋43/Otan43
  - 「2ND BIRTHDAY」「青空DASH!!」「100年花火」ミニアルバム『青春プロパティー』収録　※作曲、編曲
  - 「君空〜きみぞら〜」「絶対!全力!情熱少女!!」2ndシングル収録　※作曲、編曲
- style-3!
  - 「竜迅」「熱情」「Taga」※編曲

他

### 書籍
- Player
  - 2015年6月号、６ページに渡るロングインタビューを掲載
  - 2017年11月号、エフェクター試奏記事、Glowlamp『 BRAND NEW WORLD』レビューを掲載
- Guitar magazine
  - 2012年12月号
  - 2012年11月号
- DTM magazine
  - 2015年4月号
  - 2007年6月号

## ライブサポート、MV出演等
貴水博之、喜多修平、生熊耕治（cune）、PROJECT～凛～、style-3!、高嶋英輔、真崎ゆか、mimika、片山遼、LANDFORCE、新村健三、SUTEMI、etc.